# Sporting Clube Petróleos de Cabinda
Sporting Clube Petróleos de Cabinda - conhecido por Sporting Cabinda - é um clube de futebol baseado na cidade de Cabinda, na província de mesmo nome, em Angola.
Seu estádio é o Estádio Nacional do Chiazi,  com capacidade de 20.000 pessoas, mas a equipa também disputa alguns encontros no Estádio Municipal do Tafe, com capacidade de 6.000 lugares. Suas cores são verde e branco.

## Títulos
- Gira Angola: 2011[3] e 2013[4]
- Campeonato Provincial de Cabinda: 2001, 2002, 2007 e 2011